# 대전광역시오정농수산물도매시장관리사업소
대전광역시오정농수산물도매시장관리사업소(大田廣域市梧井農水産物都賣市場管理事業所)는 대전광역시의 농수산물을 도매하기 위해 설치한 오정농수산물도매시장의 원활한 관리·운영을 위하여 대전광역시청 산하에 설치된 사업소이다.
소장은 지방서기관이나 지방기술서기관으로 보한다.

## 조직
소장
- 관리팀
- 운영팀